# Voué
Voué ist eine französische Gemeinde mit 696 Einwohnern (Stand: 1. Januar 2022) im Département Aube in der Region Grand Est; sie gehört zum Arrondissement Troyes und zum Kanton Arcis-sur-Aube. Die Einwohner werden Vouziens genannt.

## Geografie
Voué liegt etwa 17 Kilometer nordnordöstlich von Troyes an der Autoroute A26 und am Fluss Barbuise. Umgeben wird Voué von den Nachbargemeinden Saint-Remy-sous-Barbuise im Norden, Vaupoisson im Nordosten, Ortillon im Osten und Nordosten, Montsuzain im Süden, Chapelle-Vallon im Westen und Südwesten sowie Les Grandes-Chapelles im Westen und Nordwesten.

## Bevölkerungsentwicklung
| Jahr                      | 1962 | 1968 | 1975 | 1982 | 1990 | 1999 | 2006 | 2011 | 2016 |
| Einwohner                 | 311  | 314  | 280  | 373  | 383  | 428  | 522  | 602  | 675  |
| Quelle: Cassini und INSEE |      |      |      |      |      |      |      |      |      |

## Sehenswürdigkeiten
- Kirche Notre-Dame-de-l’Assomption aus dem 16. Jahrhundert
- alte Mühle